# Bitka za Chinvali
Bitka za Chinvali je trodnevna borba za glavni grad odmetnute gruzijske pokrajine Južne Osetije, dio Rusko-gruzijskog rata 2008. Odvijala se od 8. do 10 kolovoza 2008. godine. Bitka je rezultirala pobjedom osetskih snaga potpomognutih ruskom vojskom i gruzijskim povlačenjem. Dijelovi Chinvalija su u potpunosti devastiranu u sukobu, uglavnom tijekom gruzijskog bombardiranja 8. kolovoza.
Do sukoba u glavnom gradu Južne Osetije je došlo nakon upada gruzijske vojske u taj grad. Gruzijci su odlučili tu odmetnutu pokrajinu staviti pod svoju kontrolu, po prvi put nakon neovisnosti.[nedostaje izvor] Nekoliko sati je Chinvali bio pod artiljerijskom vatrom i neprekidnim bombardiranjem. U tim napadima ubijeno je na desetke ruskih vojnika koji su bili u mirovnoj misiji, pa je ruski ministar obrane odlučio intervenirati "u obranu mira", i napasti Gruziju. Gruzijci su morali ustupiti pred znatno moćnijim protivnikom, pa su potpisali primirje i odlučili se povući iz Osetije. Time je i okončana bitka za Chinvali, ali je napetost u rusko-gruzijskim odnosima dosegla vrhunac.